# Couziers
Couziers ist eine französische Gemeinde mit 358 Einwohnern (Stand: 1. Januar 2022) im Département Indre-et-Loire in der Region Centre-Val de Loire. Sie gehört zum Arrondissement Chinon und zum Kanton Chinon. Die Einwohner werden Couzéens genannt.

## Geographie
Couziers liegt etwa 13 Kilometer westlich von Chinon. Die Vienne begrenzt die Gemeinde im Nordosten. Umgeben wird Couziers von den Nachbargemeinden Candes-Saint-Martin im Norden, Saint-Germain-sur-Vienne im Osten und Nordosten, Lerné im Osten und Südosten, Roiffé im Süden und Südwesten sowie Fontevraud-l’Abbaye im Westen und Nordwesten. 

## Bevölkerungsentwicklung
| 1962                      | 1968 | 1975 | 1982 | 1990 | 1999 | 2006 | 2014 |
| ------------------------- | ---- | ---- | ---- | ---- | ---- | ---- | ---- |
| 121                       | 127  | 120  | 100  | 103  | 102  | 105  | 127  |
| Quelle: Cassini und INSEE |      |      |      |      |      |      |      |

## Sehenswürdigkeiten

Kirche Sainte-Radegonde

- Kirche Sainte-Radegonde